# Exetasis brasiliensis
Exetasis brasiliensis är en tvåvingeart som först beskrevs av Carrera 1947.  Exetasis brasiliensis ingår i släktet Exetasis och familjen kulflugor. Inga underarter finns listade i Catalogue of Life.